# George Avery
Pour les articles homonymes, voir Avery.
George Gordon Avery (né le 11 février 1925 à Moree et décédé le 22 septembre 2006 à Woonona) est un athlète australien spécialiste du triple saut.

## Biographie

### Palmarès
| Date | Compétition           | Lieu    | Résultat | Performance |
| ---- | --------------------- | ------- | -------- | ----------- |
| 1948 | Jeux olympiques d'été | Londres | 2e       | 15,365 m    |

### Records
| Épreuve     | Performance | Lieu    | Date |
| ----------- | ----------- | ------- | ---- |
| Triple saut | 15,365 m    | Londres | 1948 |